# Engwang
Engwang ist eine ehemalige Ortsgemeinde und eine Ortschaft der Gemeinde Wigoltingen im Bezirk Weinfelden des Kantons Thurgau in der Schweiz.
Die Ortsgemeinde Engwang wurde 1812 aus den Gemeinden Engwang und Wagerswil gebildet und gehörte mit weiteren kleinen Siedlungen zur Munizipalgemeinde Wigoltingen. Am 1. Januar 1995 fusionierte die Ortsgemeinde Engwang im Rahmen der Thurgauer Gemeindereform zur politischen Gemeinde Wigoltingen.

## Geographie
Das Strassendorf Engwang liegt am Südhang des Seerückens nahe der Autobahn Winterthur–Konstanz.

## Geschichte

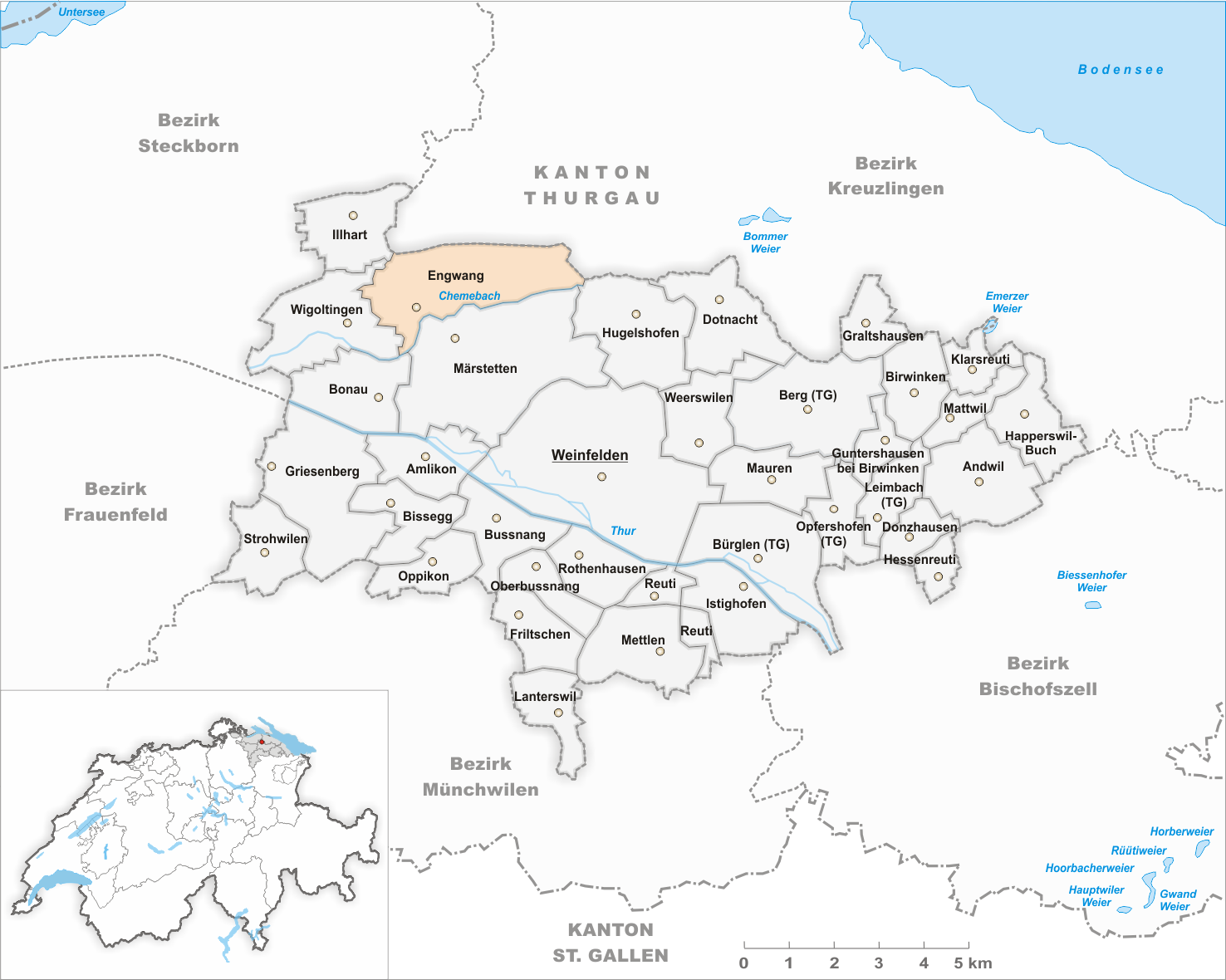
Gemeindestand vor der Fusion im Jahr 1995

Engwang wurde 1335 als Einwank erstmals urkundlich erwähnt. Vom Mittelalter bis 1798 gehörte Engwang zum Niedergericht Wigoltingen, in das sich die Herrschaft Altenklingen und die Dompropstei Konstanz teilten. Kirchlich gehörte das überwiegend reformierte Engwang grösstenteils zur Pfarrei Wigoltingen.
Im 19. Jahrhundert lösten Milchwirtschaft und Obstbau den Ackerbau ab, der einst verbreitete Rebbau wurde im 20. Jahrhundert ganz aufgegeben. Bis heute ist Engwang bäuerlich geprägt.

## Bevölkerung
| Jahr         | 1850 | 1900 | 1950 | 1990 | 2000  | 2010  | 2018  | 2023  |
| Ortsgemeinde | 378  | 343  | 353  | 280  |       |       |       |       |
| Engwang      |      |      |      |      | 274   | 93    | 130   | 136   |
| Wagerswil    |      |      |      |      | 274   | 113   | 127   | 143   |
| Quelle       |      |      |      |      | [ 3 ] | [ 4 ] | [ 2 ] | [ 5 ] |

Von den insgesamt 136 Einwohnern der Ortschaft Engwang am 31. Dezember 2023  waren 54 (39,7 %) evangelisch-reformiert und 18 (13,2 %) römisch-katholisch. Von den 143 Einwohnern der Ortschaft Wagerswil waren 11 bzw. 7,7 % ausländische Staatsbürger. 63 (44,1 %) waren evangelisch-reformiert und 23 (16,1 %) römisch-katholisch.

## Sehenswürdigkeiten
Der Weiler Engwang ist im Inventar der schützenswerten Ortsbilder der Schweiz aufgeführt.

## Bilder

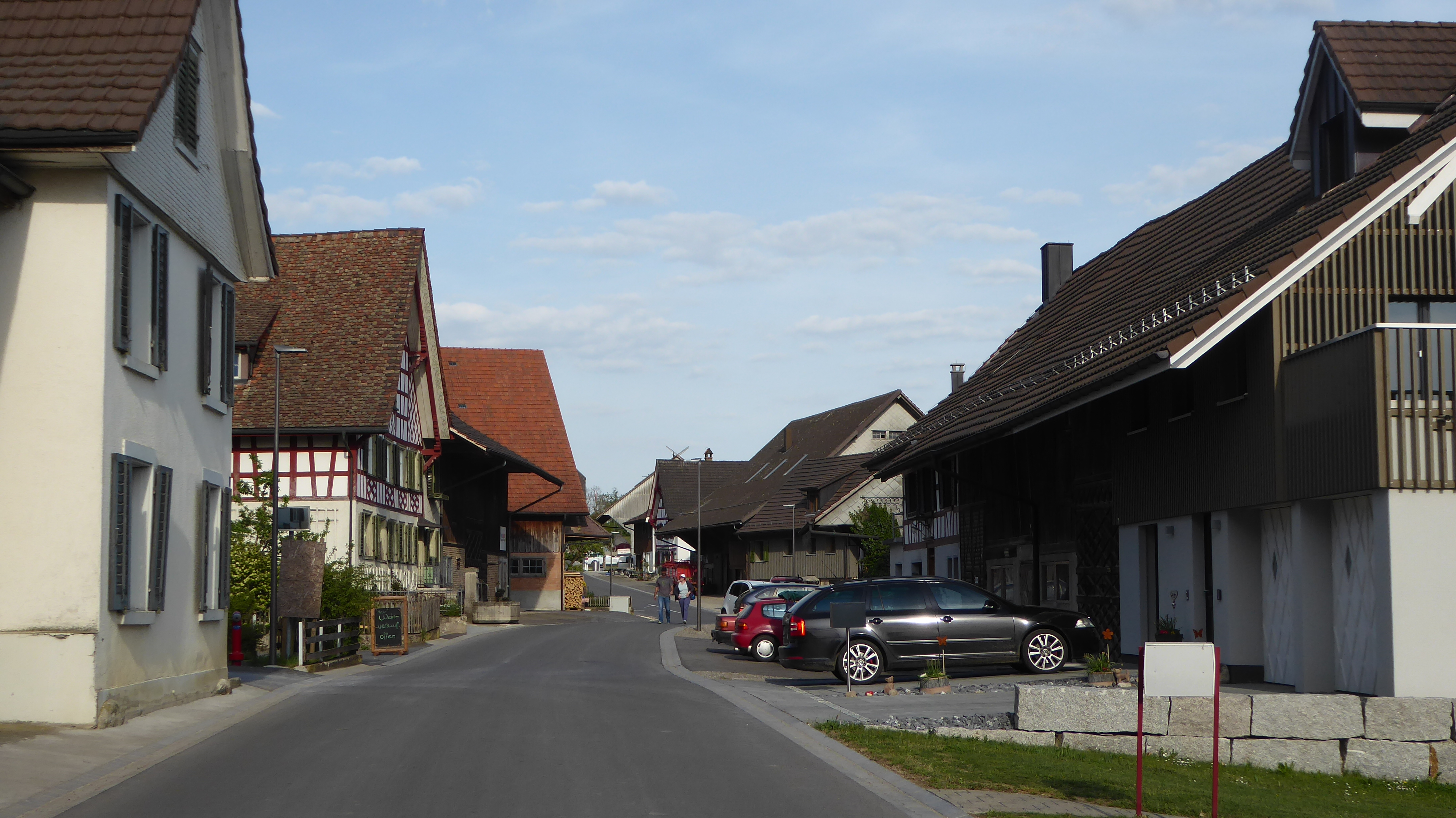
Engwang
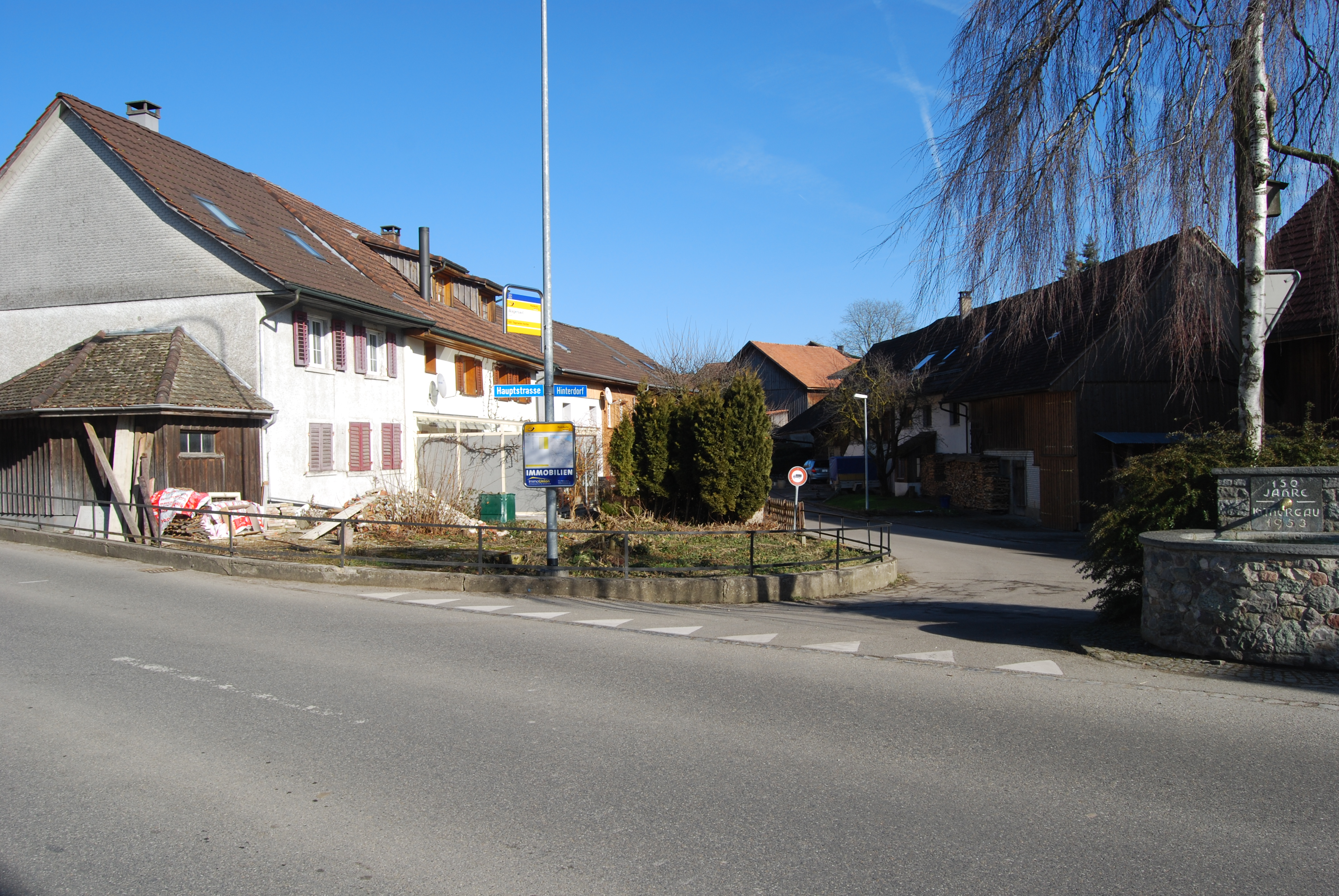
Wagerswil Dorfplatz
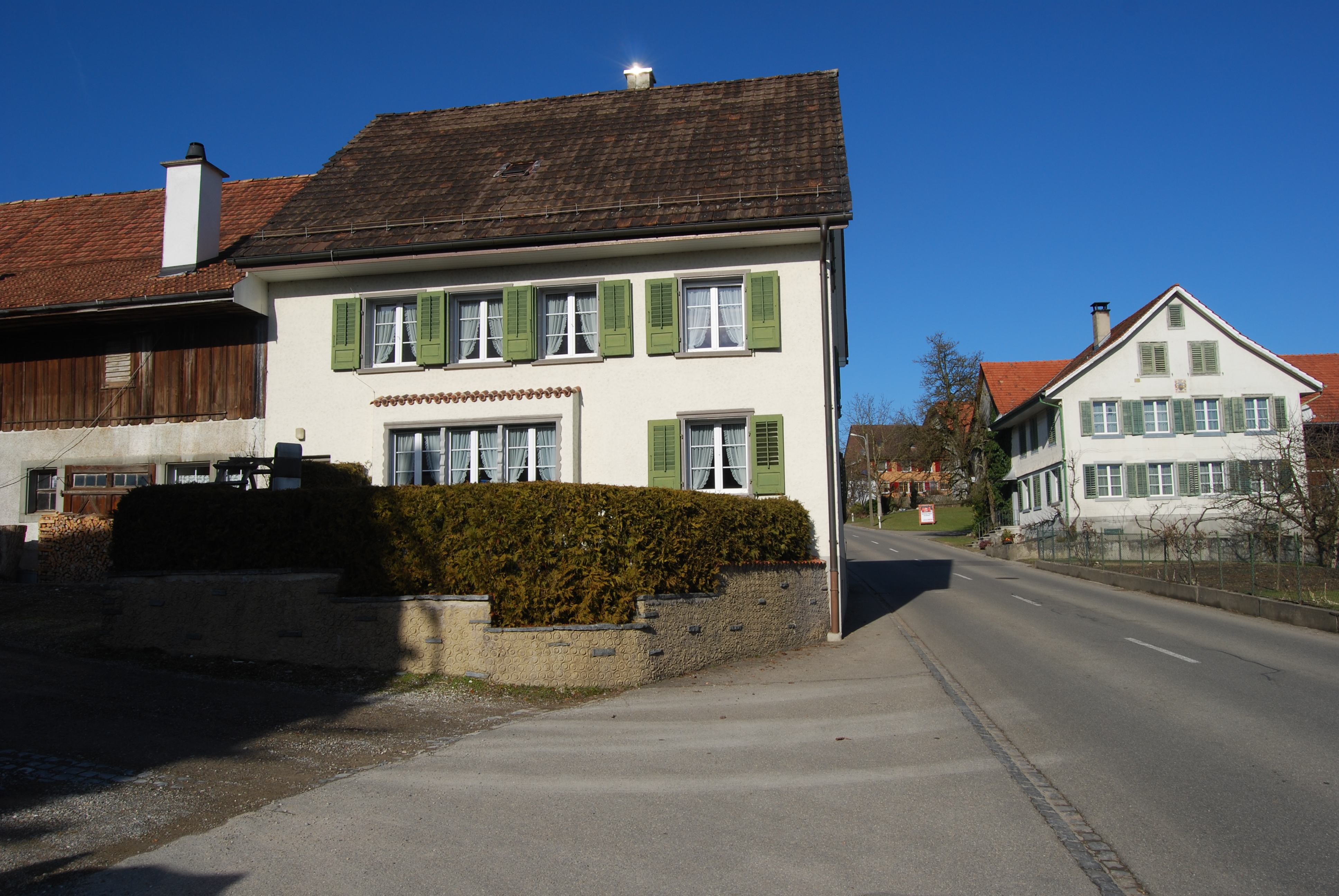
Wagerswil